# Papyrus 72
Papyrus 72 ({\displaystyle {\mathfrak {P}}}72, of Papyrus Bodmer VII-IX is een oud handschrift van de Bijbel dat de volledige tekst bevat van I en II Petrus en Judas.
Op grond van het schrifttype wordt de papyrus gedateerd in de derde of de vierde eeuw.

## Beschrijving
Het is het oudste handschrift van I en II Petrus en Judas. (Wel zijn er een paar verzen van Judas in een fragment, Papyrus 78 (P.Oxy.2684).
Het handschrift bevat ook andere teksten: “de geboorte van Maria”, de apocriefe derde brief van Paulus aan de Corinthiërs, de elfde ode van Salomo, Melito’s paaspreek, een lied, de apologie van Phileas en psalm 33 en 34.
Papyrus 72 bestaat uit 72 bladen (14.5 bij 16 cm),en bevat 16-20 regels per bladzijde. Het handschrift is geschreven in blokletters.
De nomina sacra, de heilige namen, worden, zoals vaak, weergegeven met afkortingen, bijvoorbeeld IEU XRU = Jesou Christou.

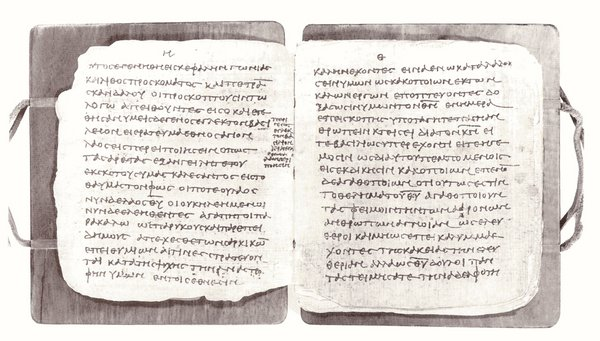
Papyrus Bodmer VII-IX

## Tekst
De Griekse tekst van deze codex is een voorbeeld van het Alexandrijnse of neutrale teksttype.
Volgens Kurt Aland biedt de codex in de brieven van Petrus de neutrale tekst en in Judas een vrije tekst, beide met hun eigenaardigheden. Volgens Kurt Aland staat het handschrift dicht bij de Codex Vaticanus en de Codex Alexandrinus.
Het manuscript bevindt zich in de Biblioteca Apostolica Vaticana te Rome.